# Kagamine Rin y Len
Rin Len Kagamine (鏡音リン・レン Kagamine Rin Len?) (CV02) son dos bancos de voz para el programa VOCALOID2 y VOCALOID4. Desarrollados por Crypton Future Media con la voz de la seiyuu: Asami Shimoda, para la segunda versión del programa de sintetización de voz VOCALOID lanzados al mercado el 27 de diciembre de 2007. Siendo los siguientes después de Hatsune Miku (CV01).
Su nombre es un verdadero juego de palabras de caracteres japoneses: Kagami (鏡餅) = espejo, y Ne (音) = sonido, juntas significarían "sonido en el espejo". Además, sus nombres hacen referencia a las palabras inglesas Rin (Right) = Derecha; y Len (Left) = Izquierda. Para este caso la interpretación andrógina de ambos personajes representaría el sonido de ambos lados de un espejo. La interpretación del concepto de la relación que mantienen (hermanos gemelos, pareja o reflejos depende de cada persona y/o canción según Crypton; sin embargo la idea que tenía Crypton al momento de su creación era que fueran hermanos gemelos, pero luego a raíz de que los fanes decidieron darle otro tipo de relación, decidieron que su relación dependiera de cada persona.
El 18 de julio de 2008 fue puesto en venta una segunda edición «Kagamine ACT2» debido a la baja calidad con la cual fue liberada su primera versión.
El 27 de diciembre de 2010 fue liberado su paquete Append que incluye tres bancos con diferentes expresiones para los dos, siendo un total de 6 bancos de voz.
El 29 de octubre de 2015 se confirmó que los Kagamine tendrán la capacidad de cantar en inglés gracias a sus bancos de voz English que estarán en venta en diciembre del 2015 junto con su actualización para VOCALOID4 Rin y Len Kagamine V4X, el cual tendrá tres funciones nuevas, E.V.E.C.(Enhanced Voice Expression Control), la compatibilidad con el parámetro GWL (Growl - Gruñido) y la del parámetro XSY (Cross-Synthesis).

## Historia
Después del éxito de Hatsune Miku, Crypton Future Media tenía la intención de proyectar una Vocaloid con voz de una muchacha adolescente, pero como no había una librería masculina, contrataron a una actriz de voz que puede producir ambos sonidos. Kagamine Rin fue el primer banco desarrollado, sin embargo, el paquete incluye dos bancos de voz: uno para Rin y otro para Len, ambos proporcionados por la Seiyū Asami Shimoda (Shimoda Asami, 下田麻美), Kagamine Len se dio a conocer más tarde, después del 3 de diciembre de 2007. El paquete tenía el mismo precio que Hatsune Miku, a pesar de que había dos bancos de voz en la librería.

### ACT 2
El 12 de junio de 2008, Crypton anunció que la edición actualizada, llamada «ACT2», sería puesto en libertad a principios de julio de 2008. Crypton Future Media pidió disculpas por la mala calidad de los bancos de voz originales Kagamine Rin/Len . El producto en sí había estado en producción entre abril y septiembre de 2007 y no había sido cambiado desde entonces hasta su liberación. El siguiente mes de abril se continuó trabajando en las voces. Crypton Future Media también se comprometió a hablar más de cerca con los fanes y mantenerlos al día de sus progresos en el software Vocaloid en el futuro. La nueva versión fue lanzada para resolver problemas con los bancos de voz originales que afectaron su capacidad de cantar con claridad. La base de datos se reorganizó en torno a permitir que los bancos de voz manejen las muestras mejor y Crypton Future Media trabajó mucho para mejorar las voces. Act2 era como una instalación independiente, coexistiendo con el software inicial. La versión original del software está ahora retirado de la venta por Crypton Future Media.

### Kagamine Rin/Len Append
Con el lanzamiento de Hatsune Miku Append, Crypton anunció el lanzamiento de una versión Append para Kagamine Rin y Len.
Append es una expansión del banco de voz original, creada con la intención de brindar emoción a la voz. Cada banco de voz append tiene una característica especial, lo cual permite al usuario poder expresar algunos sentimientos más fácilmente.
Esta expansión fue lanzada al mercado el 27 de diciembre de 2010. Cada Kagamine tiene 3 expansiones, haciendo esto que en total sean 6 los Appends para ellos. Para poder instalar Append, es necesario contar con el ACT 2.
Kagamine Rin cuenta con los appends: «Power», «Sweet» y «Warm»; mientras que Kagamine Len cuenta con los appends: «Power», «Serious» y «Cold».

### KAGAMINE RIN/LEN V4X
Después de la presentación de estos loros
```
«LUKA V3» en la Miku Expo 2014 se mencionó que los siguientes a actualizar serían Rin y Len. Después de un mes, se anuncia VOCALOID4 y que esta sería «LUKA V4X» por lo tanto este proyecto será llevado a dicho motor.
```

Hasta ese momento se confirmó la capacidad de gruñido, la incorporación de trifonos y función E.V.E.C. Usando de base los ACT1.
Se hará una retroalimentación con la liberación de MIKU V4X Beta, y así, conseguir información para ayudar aún más en el desarrollo de Kagamine V4X implementando los resultados.
Se espera a los KAGAMINE V4X para el 24 de diciembre de 2015.
El 29 de octubre de 2015 se publicó la demostraciones de los V4X usando los bancos Power EVEC con el tema «Tokyo Zombie Land» al igual de dar información respecto al contenido, se publicarán 6 librerías en japonés, el contenido del paquete Append es intacto, sin embargo las librerías fueron mejoradas y se le añadió la función EVEC a los bancos Power.
La función E.V.E.C. contiene dos respiraciones (corta y larga), dos colores de voz (Power y Soft) y las nuevas funciones «Pronunciation Extension Function - Stronger Pronunciation» que permite cambiar a una pronunciación más fuerte cuando se pasa de la consonante a la vocal puede dar a una tensión más fuerte que el attack/template, mientras que la Stronger Pronunciation es maravillosa con la función Growl cuando se quiere crear un efecto de grito. Esta función remplaza a Consonant Extension Function que contiene LUKA V4X.

### KAGAMINE RIN/LEN V4 English
El 29 de octubre se confirmó librerías en inglés para los kagamines, la cual podrá ser adquirida en formato físico comprando el KAGAMINE V4X Bundle.
Fue publicada la primera demostración el 11 de diciembre, con el tema «Starstruck», compuesta por MJQ y ShinRa.

## Versiones
| Paquete                 | Librería           | Género musical recomendado                         | Tempo recomendado | Tesitura vocal |
| ----------------------- | ------------------ | -------------------------------------------------- | ----------------- | -------------- |
| Kagamine Rin y Len      | Rin                | Electro-pop, Enka, Pop, rock                       | 85-175BPM         | F#3-C#5        |
| Kagamine Rin y Len      | Len                | Dance, Enka, Pop, rock                             | 70-175BPM         | D3-C#5         |
| Kagamine Rin y Len ACT2 | Rin ACT2           | Electro-pop, Enka, Pop, rock                       | 85-175BPM         | F#3-C#5        |
| Kagamine Rin y Len ACT2 | Len ACT2           | Dance, Enka, Pop, rock                             | 70-175BPM         | D3-C#5         |
| Kagamine Append         | Rin Power          | Rocks, Pops, Dance musics, Enka                    | 65-170BPM         | F3-B4          |
| Kagamine Append         | Rin Warm           | Soft rocks, Ballades, Pops, Folks                  | 60-170BPM         | F3-B4          |
| Kagamine Append         | Rin Sweet          | Soft rocks, Bossa Nova, French Pops, Ambient music | 55-170BPM         | G3-C5          |
| Kagamine Append         | Len Power          | Rocks, Pops, Dance musics, Enka                    | 65-175BPM         | A2-D4          |
| Kagamine Append         | Len Cold           | Soft rocks, Ballades, Pops, Folks                  | 60-175BPM         | B2-C4          |
| Kagamine Append         | Len Serious        | Post Rocks, Phsyke, Ambient music, Electrónica     | 55-175BPM         | A2-D4          |
| Kagamine V4X            | RIN V4X Power EVEC | Rocks, Pops, Dance musics, Enka                    | 50-170BPM         | F2-E4          |
| Kagamine V4X            | RIN V4X Warm       | Soft rocks, Ballades, Pops, Folks                  | 50-160BPM         | F2-C4          |
| Kagamine V4X            | RIN V4X Sweet      | Soft rocks, Bossa Nova, French Pops, Ambient music | 55-170BPM         | G2-D4          |
| Kagamine V4X            | LEN V4X Power EVEC | Rocks, Pops, Dance musics, Enka                    | 60-170BPM         | D2-D4          |
| Kagamine V4X            | LEN V4X Cold       | Soft rocks, Ballades, Pops, Folks                  | 60-175BPM         | E2-C4          |
| Kagamine V4X            | LEN V4X Serious    | Post Rocks, Phsyke, Ambient music, Electrónica     | 55-175BPM         | F2-C4          |
| Kagamine English        | RIN V4 ENG         | Soft rocks, Ballades, Pop                          | 55-155BPM         | G2-B3          |
| Kagamine English        | LEN V4 ENG         | Soft rocks, Ballades, Dance                        | 55-155BPM         | E2-G#3         |

## Concepto de diseño
El artista KEI diseñó a ambos bajo el concepto de "imágenes reflejadas", además que se le brindó información acerca de su edad y se le pidió la imagen de androides. El primer diseño fue el de Rin, y Len fue diseñado después, basándose en la imagen de su contraparte femenina.
En su diseño original, sus "calentadores de piernas" pretenden simular parlantes. Además de eso, suele dibujarse a Len con un teclado en mano, el cual es un Yamaha KX5. De hecho, de este teclado han surgido algunos elementos para ambos Kagamines. Hasta el día de hoy siguen siendo los Vocaloids más conocidos después de su antecesora Miku.